# NGC 2294
NGC 2294 est une galaxie elliptique située dans la constellation des Gémeaux. NGC 2294 a été découverte par le physicien irlandais George Stoney en 1849.

## Caractéristiques
Sa vitesse par rapport au fond diffus cosmologique est de 5 221 ± 51 km/s, ce qui correspond à une distance de Hubble de 77,0 ± 5,4 Mpc (∼251 millions d'al).